# Stile nazionale portoghese

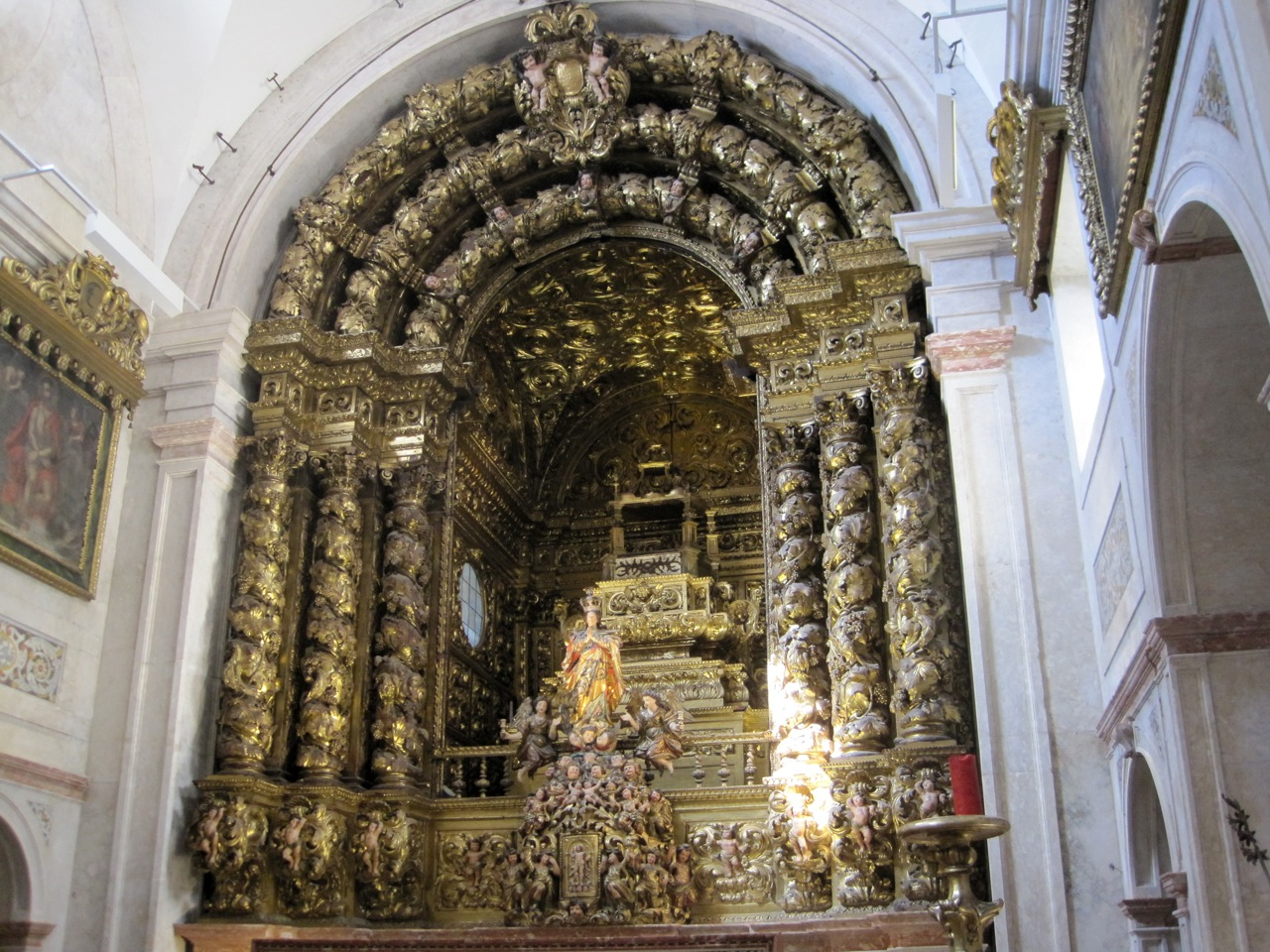
Forma tipica di un altare in stile nazionale portoghese, con i suoi archi rotondi concentrici e densa talha dourada, Convento dos Cardais, Lisbona.

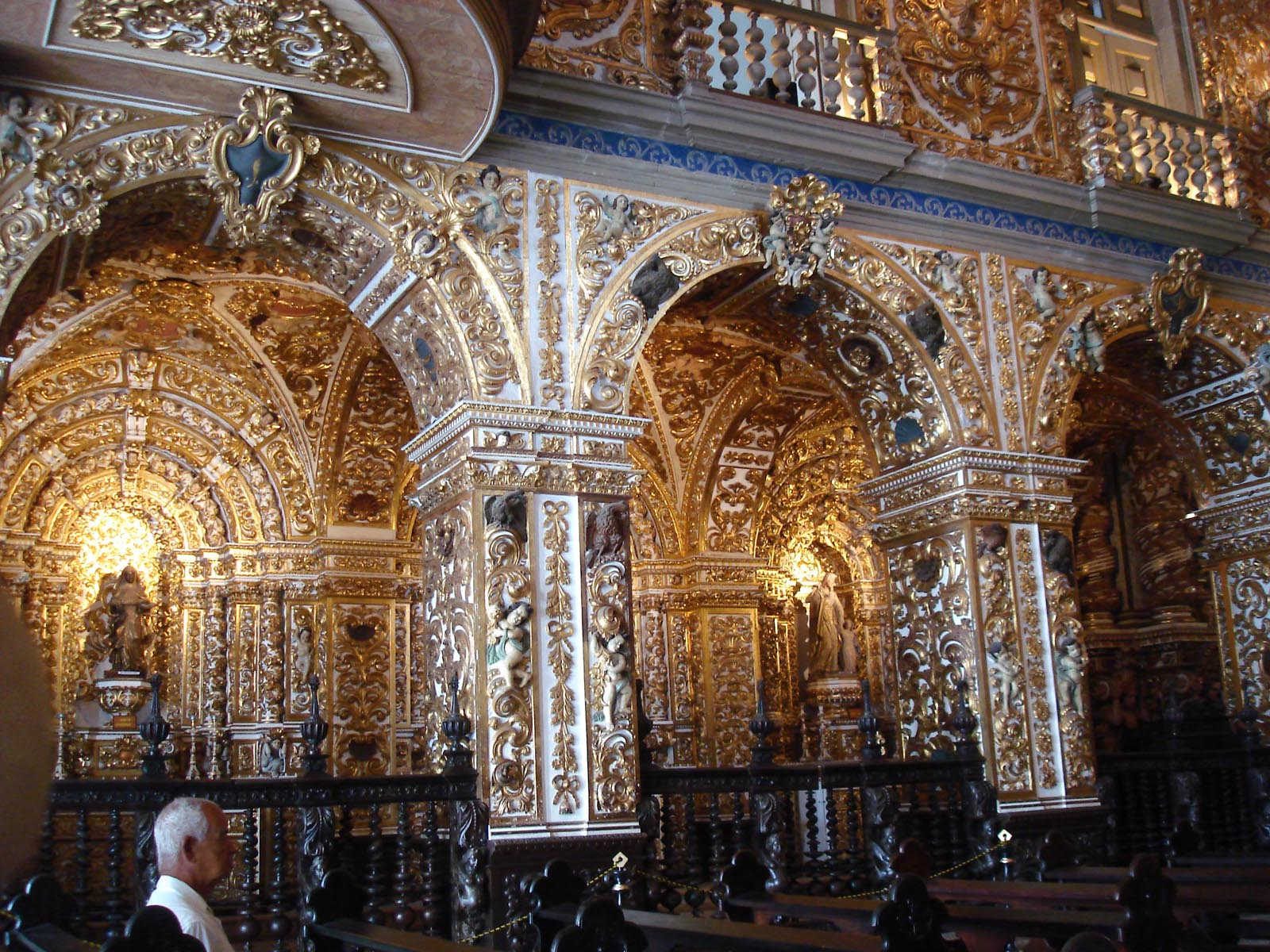
Altro esempio: gli altari laterali della chiesa di San Francesco, a Salvador.

Lo stile nazionale portoghese (in portoghese Retábulo Nacional Português o Estilo Nacional Português) è il nome attribuito alla decorazione degli altari della prima fase dello stile barocco nella sua manifestazione nei domini portoghesi.
Il nome comparve per la prima volta in uno studio di Robert Smith del 1962. Lo stile si definì fra la seconda metà e la fine del XVI secolo, quando l'arte portoghese incominciava a differenziarsi dall'arte spagnola, mentre dal punto i vista politico i due paesi erano uniti sotto la stessa corona nell'Unione iberica, che perdurò fino al 1640. All'inizio del XVIII secolo lo stile nazionale portoghese cede gradualmente spazio alla fase seguente del barocco luso-brasiliano, lo stile giovannino. Tuttavia, in innumerevoli esempi gli stili si confondono, e le sue reminiscenze riaffiorano fino al XIX secolo. Lo stile nazionale portoghese ebbe ampia diffusione in tutto l'impero portoghese.
Le sue caratteristiche più peculiari sono una talha dourada di grande densità, che occupa virtualmente tutte le superficie, con predominio dei motivi a spirale e concentrici in cui abbondano decorazioni vegetali di vite e acanto, alternate a figure di angeli, volti, animali fantastici, atlanti e cariatidi, con una predilezione per la figura della fenice. Nonostante questa proliferazione di immagini scolpite, la tessitura della talha è abbastanza omogenea e non fuoriesce dal piano, al contrario di quanto avverrà nella fase giovannina.
Nei tetti e pareti a talha si apre formando cornici di vario formato, i caixotões, in cui sono collocate pitture. La struttura degli altari è costruita sopra una cassa o banco, sulla quale poggiano le tipiche colonne tortili e gli archi pieni concentrici, che incorniciano una nicchia profonda. Le nicchie si aprono per ospitare la statuaria devozionale, in cui i santi sono modelli di virtù che si offrono alla venerazione del popolo. La struttura acquisisce l'effetto di un arco di trionfo, risultato perfettamente adeguato alla funzione glorificante in linea con i canoni barocchi.
Negli altari maggiori s'inizia l'elaborazione di un trono a scalone coperto da un baldacchino, una simbolica “scala per il cielo”, elemento che si svilupperà e acquisì importanza superlativa nelle epoche seguenti, in cui divenne di uso generale.
In Brasile la Capela Dourada di Recife costituì un precursore. Nella città di Salvador si conservano altari di questo stile nel convento carmelitano de Santa Teresa, nell'Ospizio di Nostra Signora del Buon Viaggio, nell'antico collegio dei gesuiti (l'attuale cattedrale) e nel convento di San Francisco. La chiesa di San Francesco di Salvador costituisce il più impressionante esempio brasiliano, sia in termini di unità stilistica, sia per la qualità e opulenza delle sculture decorative.